# Rial jemeński
Rial jemeński (YER) – jednostka monetarna Jemenu dzielący się na 100 filsów.

## Historia
Rial jemeński został wprowadzony do obiegu w 1990 roku, po zjednoczeniu się obu państw jemeńskich. Zastąpił on Riala północnojemeńskiego i Dinara południowojemeńskiego.

## Banknoty
| Banknoty będące aktualnie w obiegu | Banknoty będące aktualnie w obiegu | Banknoty będące aktualnie w obiegu | Banknoty będące aktualnie w obiegu |
| Wygląd                             | Wygląd                             | Wartość                            | Dominujące kolory                  |
| Awers                              | Rewers                             | Wartość                            | Dominujące kolory                  |
| ---------------------------------- | ---------------------------------- | ---------------------------------- | ---------------------------------- |
|                                    |                                    | 50 YER                             | oliwkowy                           |
|                                    |                                    | 100 YER                            | purpurowy                          |
|                                    |                                    | 200 YER                            | zielony                            |
|                                    |                                    | 250 YER                            | pomarańczowy / niebieski           |
|                                    |                                    | 500 YER                            | niebieski                          |
|                                    |                                    | 1,000 YER                          | różowy / zielony                   |